# Boró (Szlovákia)
Boró (szlovákul: Borov) Mezőlaborc városrésze, egykor önálló község Szlovákiában, az Eperjesi kerület Mezőlaborci járásában.

## Fekvése
Mezőlaborc központjától 4 km-re északra, a Laborc partján fekszik.

## Története
A 18. század végén Vályi András így ír róla: „BORRÓ. vagy Borov. Kis falu Zemplén Vármegyében, földes Ura Szirmay Uraság, partos helyen fekszik, terméketlen, és sovány földgyével.”
Fényes Elek 1851-ben kiadott geográfiai szótárában így ír a faluról: „Borró, orosz falu, Zemplén vármegyében, Papina fiókja: 5 r., 480 g. kath., 8 zsidó lak., gör. anyaszentegyházzal, 704 h. szántófölddel, hegyes, sovány határral. F. u. Marjássy és Szirmay nemzetségek. Ut. p. Komarnyik.”
Borovszky Samu monográfiasorozatának Zemplén vármegyét tárgyaló része szerint: „Boró, laborczmenti ruthén kisközség 63 házzal és 373 gör. kath. vallásu lakossal. Postája, távírója és vasúti állomása Mezőlaborcz. Hajdan a homonnai uradalomhoz tartozott és annak sorsában osztozott. A XVIII. században a Szirmayak, majd a Máriássyak voltak az urai, most pedig a XXIV. Reuss herczegnek van itt nagyobb birtoka. A falu gör. kath. temploma 1700 körül épült és 1775 óta van a görök katholikusok birtokában.”
1910-ben 339, többségben ruszin lakosa volt, jelentős német kisebbséggel. 1920 előtt Zemplén vármegye Mezőlaborci járásához tartozott.

## Nevezetességei
Mihály arkangyal tiszteletére szentelt görögkatolikus temploma 1775-ben épült, ikonosztáza 1873-ban készült.

## Lásd még
- Mezőlaborc
- Vidrány